# سهل جومه
سهل جومه هو منخفض يقع في سوريا بين جبل الأكراد وجبل سمعان ويمر فيه نهر عفرين.

## التاريخ
ورد اسم "جومه" في العديد من المصادر التاريخية. من أبرز تلك المصادر، ذكر المؤرخ البطريرك ميخائيل السرياني اسم "الجومه" في عام 633م. كما جاء في كتاب "فتوح البلدان" للبلاذري أن خيول أبي عبيدة بن الجراح فتحت قرى "جومه" في العام 637م. وذكر ابن شداد أن "الجومه" كانت تُعتبر كورة، وهي تقسيم إداري في العصر الإسلامي. أما شرف خان شمس الدين البدليسي، فقد ذكر اسم "جوم" في العام 1596م.
يحتوي السهل على عديد المناطق الأثرية مثل عين دارة، باسوطة وجنديرس. يقطن المنطقة الأكراد ومنهم الأيزيديين، قبل أن تتعرض المنطقة للاحتلال التركي بعد عملية غصن الزيتون.